# Spargania colorifera
Spargania colorifera är en fjärilsart som beskrevs av W. Warren 1900. Spargania colorifera ingår i släktet Spargania och familjen mätare. Inga underarter finns listade i Catalogue of Life.